# Manfred Winkler
Manfred Winkler (în ebraică מנפרד וינקלר; n. 27 octombrie 1922, Putila, Bezirk Wiznitz, Ducatul Bucovinei, Austro-Ungaria – d. 12 iulie 2014, Ierusalim, Palestina) a fost un poet și traducător israelian de limbă germană și ebraică, evreu bucovinean, originar din România

## Biografie

### Copilăria și tinerețea
Manfred Winkler s-a născut în anul 1922 la Putila, lângă Storojineț, pe atunci o comună mare din Bucovina de nord (în prezent orășel aparținând Ucrainei), la circa 75 km sud-vest de Cernăuți. În acei ani regiunea se unise la România, după o lungă perioadă de dominație austriacă. Winkler a crescut într-o familie de evrei înstăriți, proprietară de păduri și pământuri. Acasă se vorbea limba germană. Tatăl său, avocatul Emilian Berthold Winkler era avocat, absolvent al Universității din Viena.Mama, Johanna Winkler, nascută Wildholz, era descendenta unei familii din Brodî, din Galiția. Bunicul matern, Josef Wildholz a fost un cunoscut profesor de germană la gimnaziul german din Brodî, iar unul din învățăceii săi a fost Dov Sadan, ulterior însemnat filolog  și critic literar israelian. Familia a locuit o vreme, în anii 1930-1932, la Cernăuți, și s-a întors la Putila. După școala elementară la Putila, în 1936 Winkler a fost trimis de părinții săi la rude din Cernăuți, unde a urmat studii liceale la un liceu românesc. El a terminat examenul de bacalaureat în mai 1941. De la vârsta de 13-14 ani, el a început să fie captivat de poezia germană. De asemenea s-a interesat de politică, pe urmele fratelui sau, mai mare, Gerhard, fiind atras de ideologia comunistă.
Familia sa a suferit în evenimentele din anii 1940 în Europa. În noaptea de 13 iunie 1940, dupa ce nordul Bucovinei a fost alipit la Uniunea Sovietică, averea familiei a fost expropriată, iar  părinții și fratele lui Winkler,medic, cu vederi comuniste, care conducea spitalul din Putila, au fost arestați de securitatea sovietică. Mama și soția lui Gerhard, Șoșa, au fost deportate în Kazahstan, iar fratele, acuzat de troțkism, a fost trimis în Gulag în nordul Rusiei. Nici unul din ei nu a supraviețuit. Tatăl familiei, în vârstă de 50 ani,care era și el a fost trimis în deportare, și-a pus capăt zilelor.
Manfred Winkler a scăpat, deoarece în acel timp se afla la Cernăuți. În anul 1941, când Bucovina de nord a fost recucerită de România în colaborare cu Germania nazistă, în cadrul politicii de eliminare a evreilor din Bucovina, el a fost trimis în ghetoul Cernăuți și apoi deportat în Transnistria. Supraviețuind, în 1944 s-a reîntors in Bucovina, aflată din nou sub regim stalinist sovietic, și de acolo a preferat să se repatrieze în România, care revenise temporar la democrație.

### Poet de limbă germană în România
Foarte curând România a fost transformată în „democrație populară”, fiind supusă regimului comunist. Din anul 1946 Winkler s-a stabilit la Timișoara, capitala regiunii istorice Banat, care avea o puternică tradiție culturală austro-germană și în care ființa și o însemnată comunitate evreiască care , rămăsese, sub administrația românească, aproape intactă la sfârșitul celui de-al doilea războiului mondial. Timisoara era un loc care a integrat mase mari de refugiați de diverse origini etnice din Basarabia și Bucovina, între care și evrei. Winkler, care nu avusese în copilărie parte de educație evreiască și care renunțase demult la ideologia comunistă, s-a alăturat la Timișoara mișcării tineretului sionist „Dror”,iar în anul 1948 a luat parte la un antrenament agricol într-o fermă ca pregătire pentru plecarea în Palestina - Eretz Israel. În cele din urmă a fost nevoit să rămână încă în România, intr-o vreme în care mișcarea sionistă a fost scoasă în afara legii de către comuniști în anul 1949. El a studiat un timp filologia germană la facultatea care și ea a fost închisă foarte curând și a lucrat mai mulți ani ca muncitor și apoi ca tehnician controlor de calitate la o întreprindere metalurgică.În paralel el a scris poezii în limba germană. În vremea activitatii sioniste a cunoscut-o pe Herma Levin, originară din Cernăuți, viitoarea lui soție.   
În 1956 a izbutit să publice în România primul său volum de versuri în germană   „Tief pflügt das Leben” Kunterbunte Verse (1925), apoi poezii pentru copii rimate pentru copii  „Kunterbunte Verse”   1956 și apoi cartea în versuri rimate pentru copii Fritzchens Abenteuer 1958 ceea ce l-a ajutat să-și câstige existența. El a colaborat de asemenea la programele radio Timișoara în germană.
A fost primit în rândurile secției germane a Uniunii scriitorilor germani.
La o întâlnire a scriitorilor la București, Winkler l-a cunoscut pe scriitorul sas din România Hans Bergel (născut în 1925). Bergel suferise, el și familia sa, de numeroase grele privațiuni și detenții din motive politice și curând în 1959 a fost din nou arestat și a petrecut 6 ani in penitenciare comuniste , apoi a emigrat în Germania. Prietenia dintre cei doi s-a reînnoit după 40 ani, în 1994. Corespondența lor a fost publicată în anul 2011.
Bergel a scris și postfața ultimei cărți publicate de Winkler în Germania în anul 2014 - „In locul unde universul trebuie să fi inceput”
Winkler a scris poezii în limbile germană și ebraică. În plus el a tradus în ebraică din creațiile literare germane și românești.  
În anul 1975 el a fost ales membru al Asociației scriitorilor ebraicim in Asociația scriitorilor de limba germană din Israel și în Centrul internațional PEN (Penclub) al scriitorilor de limba germană din afara statelor de limbă germană.
În 2008 a fost  intervievat în filmul documentar „Sunetul Cuvintelor” (Der Klang der Wörter, 2008) dedicat scriitorilor evrei care scriu în germană.
(Der Klang der Wörter)  .

### Poet bilingv în Israel
În 1959 a obtinut permisul de plecare din România în Israel si ca unul care nu știa nici literele ebraice, a învățat această limbă mai întâi în kibuțul Beit Alfa si apoi la școala - „ulpan” - pentru noi imigranți Etzion la Ierusalim. Ajungand la o excelenta stăpânire a ebraicei, în anii 1959-1963 el a studiat limba si literatura idiș și ebraică la Universitatea Ebraică din Ierusalim 
În primii pași în Israel a întâlnit Winkler încurajarea și sprijinul lui Dov Sadan, al lui Ezra Fleischer. Deja în timpul studenției a început să scrie poezii și în limba ebraică.
Winkler a lucrat in Israel ca arhivar și a condus arhiva Binyamin Zeev Herzl din cadrul Arhivei Centrale Sioniste din Ierusalim.În anii 1964-1981 a participat activ la editarea scrierilor integrale ale lui Herzl. El s-a alăturat și cercului Lysis al oamenilor de cultură de limba germană care funcționa la Ierusalim.  
Winkler și soția sa și-au stabilit domiciliul în așezarea Tzur Hadasa, aflată în coridorul Ierusalimului. După 1981 a lucrat acasă ca particular, ca scriitor, traducător și sculptor. 
În 1994 soții Winkler și-au pierdut fiica într-un accident. 

## Premii și onoruri
- 1962 Premiul pentru poezie ebraică la Concursul pe țară al Ministerului Învățământului al Israelului
- 1964 Premiul Lamdan
- 1983 Premiul Haim Iankelevici
- 2000 Premiul primului ministru Levi Eshkol pentru poezie

## In Memoriam
- 2015 Premiul și diploma Manfred Winkler pentru poezie - decernat prima dată de Consiliul Județean Suceava și Centrul Cultural Bucovina la Festivalul Bucovina Rock Castle din Suceava - Națiunea Creatorilor. Primul Laureat a fost Aviva Golan, poetă din Israel

## Cărți

### În germană
- Tief pflügt das Leben, București 1956
- Fritzchens Abenteuer, București 1958
- Kunterbunte Verse, Bucurtești  1958
- Unruhe 1997 Neliniște, publicat la München
- Im Schatten des Skorpions 2006 (În umbra scorpionului) publicat la Aachen
- Im Lichte der langen Nacht, Aachen 2008. (În lumina lungii nopți) publicat la Aachen
- cu Hans Bergel, Wir setzen das Gespräch fort… Briefwechsel eines Juden aus der Bukowina mit einem Deutschen aus Siebenbürgen (Continuăm discuția… Schimbul de scrisori ale unui evreu din Bucovina cu un german din Ardeal”), herausgegeben und mit einem Nachwort von Renate Windisch-Middendorf (editat și cu o postfață de Renate Windisch-Middendorf), Frank & Timme GmbH, Berlin 2012
- 2014 Wo das All beginnen soll: ausgewählte Gedichte (În locul unde totul va începe - antologie de poezii), 978-3-86813-017-1.ISBN - עם אחרית דבר מאת האנס ברגל, פורסם בברלין

### În ebraică
Winkler a publicat patru volume de versuri în ebraică:
- 1965 -  שירים  (Poezii)  Tel Aviv
- 1970 - בין אצבעות העיר : שירים  (Între degetele orașului) Tel Aviv
- 1979 - עפר בעימות : שירים  Tel Aviv
- 1988 - צל העקרב : שירים,    Tel Aviv
- 2000 - ספירה לאחור : מבחר שירים, 1960־2000 , כרמל, ירושלים (Numărătoare inversă) Ierusalim, antologie
- 1977 - שיחון עברי-גרמני  Ghid de conversație ebraic-german

Poeziile sale au fost traduse în engleză, în germană, română (de exemplu de către Sebastian Costin)etc.
Câteva din versurile sale  au apărut în antologia bilingă  româno-ebraică Națiunea Poeților - Moledet Hameshorer, Suceava, cu ilustrații de Mihai Pânzaru
pe situl Drăgușanul din Bucovina, iulie 2015 
ב-2005 כמה משיריו פורסמו באנטולוגיה דו-לשונית של יצירות משוררים רומנים וישראלים - מולדת המשורר Națiunea Poeților שפורסמה בסוצ'אבה, בירת דרום בוקובינה  Format:הערה עם איורים מאת מיכאי פנזארו

### Traduceri

#### Din germană în ebraică
- Die Blutsäulede Soma Morgenstern-  1976 ,(Coloana de sânge), roman despre Holocaust
- 1974 - Korrespondenz an Soma Morgenstern  - corespondența cu Soma Morgenstern
- 1981 - Der junge David ,(„Tânărul David”) - piesa lirică de Richard Beer-Hofmann
- 1983, 1987 -Poezii de Paul Celan - Gedichte  (Celan, poet bucovinean de limba germană, pe care l-a cunoscut personal în cursul vizitei acestuia in Israel în anul 1969, cu jumătate de an înainte de moartea acestuia)
- 1984 -   שושנת האין"  Antologia Shoshanat Haaiyn  ,poezii de Paul Celan
- 1987 - Briefe -Scrisori ale lui Franz Rosenzweig
- 1998,2004 - Israelische Trilogie I Trilogia israeliană,  versuri de Hans Bergel (טרילוגיה ישראלית א) שירים מאת הנס ברגל
- din poezia lui Rainer Maria Rilke

#### Din ebraică în germană
- T.Carmi - câteva din poeziile din volumul  „An den Granatapfel”

#### Din română în ebraică
- 1980 -  Maria Banuș - Poezii, in colaborare cu Shimon Haran și K.A.Bertini
- 1989, 1992, din poeziile lui Solo Har

#### Din ucraineană  în germană
- 1991 Дивний сад  cântece pentru copii de Moisei Fișbein

#### Din idiș în ebraică
- (2011 - poeziile lui Simale Schneider din cartea  „Simale al meu” de Arie Leibiș Laiș -